# Милонова къща (Позери)
 Тази статия е за къщата в костурската махала Позери.  За къщата в костурската махала Долца вижте Милонова къща (Долца).  
Милоновата къща (на гръцки: Οικία Μυλωνά) е неокласическа къща в град Костур, Гърция.

## Местоположение
Къщата е разположена на улица „Христопулос“ № 57 в северната традицонна махала на града Позери (Апозари), близо до езерото.

## История
Построена е в 1926 - 1930 година от известния архитект калфа Константинос Вафиадис. Името си получава по собственика си Аргирос Милонас.

## Архитектура
Къщата има двор от южната страна на сградата. Характерна е облицовката на външната част с трицветни многоъгълни плочки.